# Évrard Chaussoy
Pour les articles homonymes, voir Chaussoy.
Évrard Chaussoy, né le  15 octobre 1980 à Uturoa sur l'île de Raiatea est un artiste peintre et sculpteur français de Polynésie française.

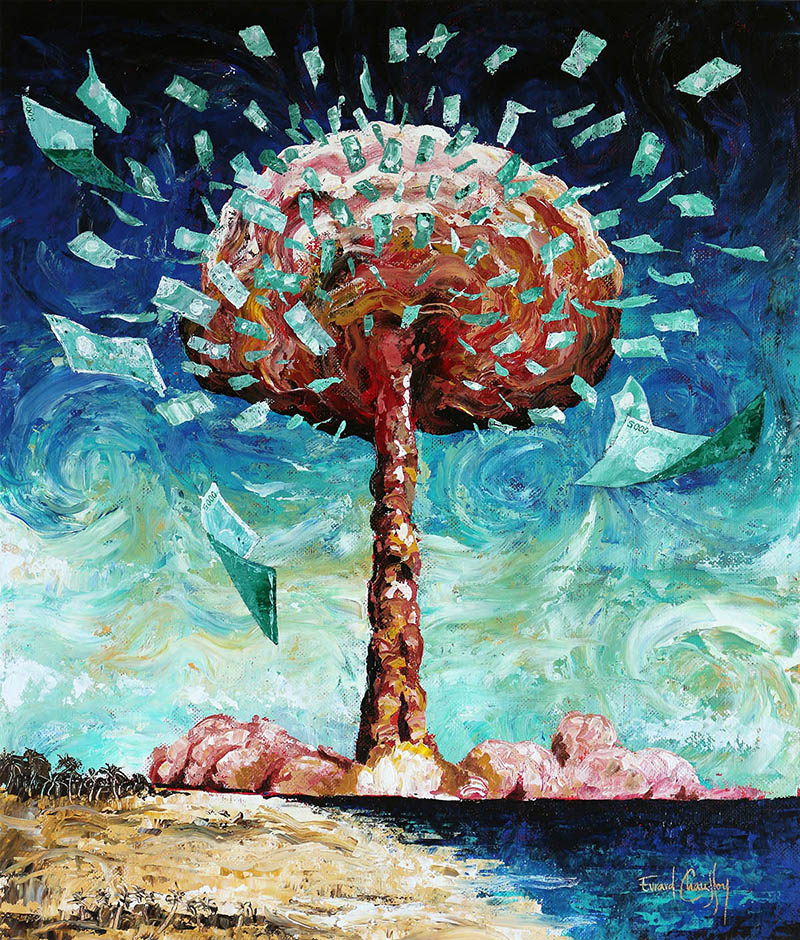
«Moruru roa» Peinture sur toile

## Biographie
Évrard Chaussoy est né le 15 octobre 1980 à Uturoa. Il est le dernier d'une fratrie de cinq enfants d'origine chinoise. Ses grands parents ont quitté la Chine populaire pour travailler dans les champs de coton en Polynésie Française. Son père Joseph Chaussoy est peintre et sa mère Marguerite est couturière. Son père, alors qu'il était encore enfant, fait la rencontre du peintre Adrian Herman Gouwe qui lui donnera goût à la peinture et aura une grande influence sur son style pictural. Évrard grandit dans l'entreprise familiale Arii Création, entreprise d'impression sur textiles et se sensibilise très tôt à l'Art en suivant son père dans ses ateliers où il rencontre de nombreux artistes.
Évrard Chaussoy, très tôt, montre des prédispositions au dessin et à la peinture. Plutôt bon élève, il est destiné à poursuivre ses études en France métropolitaine pour rentrer dans les beaux-arts mais le déracinement l'effraye et contre l'avis de ses parents, Évrard reste en Polynésie.

### Parcours artistique
En 1998 il rejoint l'entreprise familiale en tant que dessinateur où il travaillera jusqu'en 2010. Durant cette période Évrard aiguise son sens artistique aux motifs traditionnels polynésiens et aux harmonies de couleurs. Il finit par accéder au poste de directeur artistique et crée de nombreuses collections textiles, vêtements, et uniformes pour différents hôtels et compagnies aériennes de Polynésie Française.
En 2002, poussé par son père Joseph, Évrard participe à sa première exposition collective. Une exposition caritative initiée par l'école philanthropique chinoise de Tahiti, l'une des plus anciennes associations culturelles chinoises de la Polynésie Française, dont une partie des bénéfices est reversée à l'association. Sa première exposition individuelle a lieu en 2004 à la galerie au chevalet sur Papeete.
Dès lors, Évrard y présentera son travail chaque année et se construit un nom et une réputation dans le cercle artistique polynésien, jusqu'à l'obtention du prix spécial du jury lors de sa première participation au salon de la  Société nationale des beaux-arts au Carrousel du Louvre en 2007. En 2010, Évrard Chaussoy quitte l'entreprise familiale et se diversifie. Il entre dans une société de fabrication d'articles de sport, pour laquelle il assure la direction artistique, conçoit les collections de produits, les annonces publicitaires. La même année il crée une entreprise de fabrication d'enseignes. Ses différentes activités professionnelles l'éloignent des cimaises des galeries et Évrard est contraint de faire une pause dans sa carrière d'artiste.

### Une prise de conscience
En 2013, son père Joseph fait un second AVC qui lui laisse de lourdes séquelles. Une aphasie et une hémiplégie l'empêchent de peintre.
En 2015, son frère cadet Gilbert se donne la mort. Commence alors une période difficile pour l'artiste. Gilbert et Évrard étaient les deux seuls frères qui partageaient cette passion pour la peinture et Joseph très affaiblit ne peut plus peindre.
Évrard se sent investi d'une responsabilité, celle de perpétrer la tradition familiale pour la peinture et après deux années de réflexion, Évrard décide de tout quitter pour ne se consacrer qu'à l'Art.

### Evolution picturale

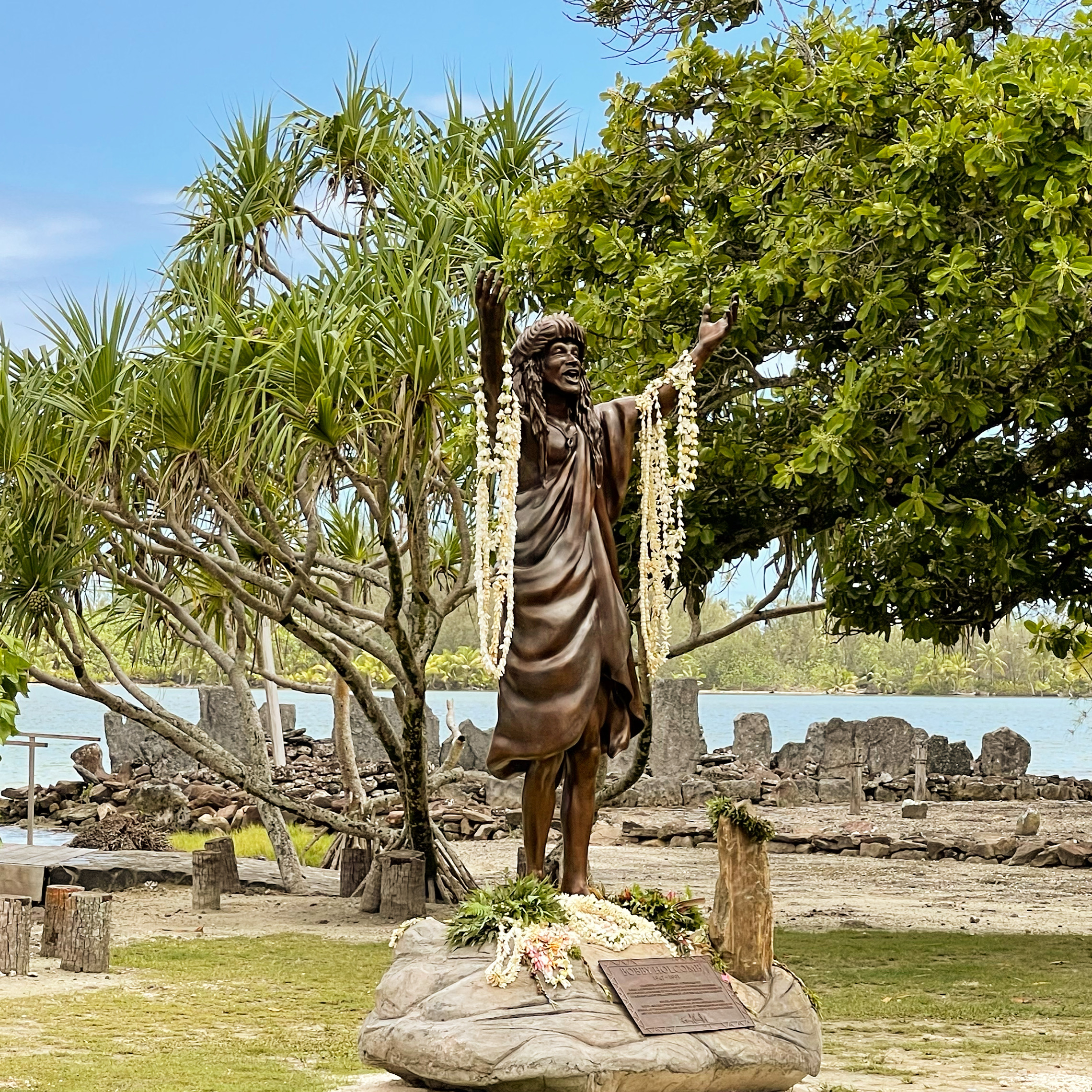
«Statue de Bobby Holcomb» bronze

Le retour d'Évrard Chaussoy sur la scène artistique polynésienne est bien accueillie par le public. Évrard qui présentait jusqu'alors des dessins au fusain ou à la pierre noire dans un style réaliste, propose depuis son retour des peintures sur toile dans un style figuratif et impressionniste et s'adonne à la peinture au couteau mais aussi à la méthode traditionnelle aussi appelée « Woodblock ».

### Engagements
Bien que représentant habituellement des scènes de vie traditionnelles polynésiennes, Évrard prend aussi position sur des sujets d'actualité et utilise sa peinture pour véhiculer des messages. Il peint en 2018 l'oeuvre satirique intitulée «Moruru roa», jeu de mots entre « Moruroa » (un atoll polynésien où eurent lieu les essais nucléaires controversés) et «Mauruuru roa» («Merci beaucoup» en tahitien). Il s'engage aussi en faveur de l'environnement en dénonçant la pollution maritime avec sa série de tableaux «Venant de la mer», «Paradis en sursis» où il illustre la menace de la montée des eaux ou encore sa participation au World Art Day pour l'exposition «Les peuples de l'eau».
Il réalise aussi la sculpture d'une tortue géante de quatre mètres immergée dans le lagon de l'île de Taha'a en guise de récif artificiel. Sur sa carapace des coraux sont bouturés.
En 2021 avec l'aide et le soutien financier de son ami Heiarii Girard, Évrard concrétise leur projet commun en réalisant la statue du célèbre artiste polynésien Bobby Holcomb en bronze. La statue monumentale à l'échelle 1,5 et son socle mesurent trois mètres cinquante et pèsent trois tonnes et demie. Elle a été inaugurée sur l'île de Huahine où résidait Bobby puis a été exposée sur l'île de Raiatea ou se produisait régulièrement le chanteur, elle est actuellement exposée sur la place To'ata à Papeete, sur l'île de Tahiti.
En 2023 il est lauréat du programme de résidence d'artiste à la Cité Internationale des Arts de Paris.
En 2024, le gouvernement de la Polynésie française le sollicite pour la réalisation de la statue de Vehiatua i te mata'i, monument à l'effigie d'une héroïne du surf polynésien, à l'occasion de l'ouverture des épreuves de surf des Jeux Olympiques de Paris 2024 sur le site de Teahupo'o.

## Distinctions

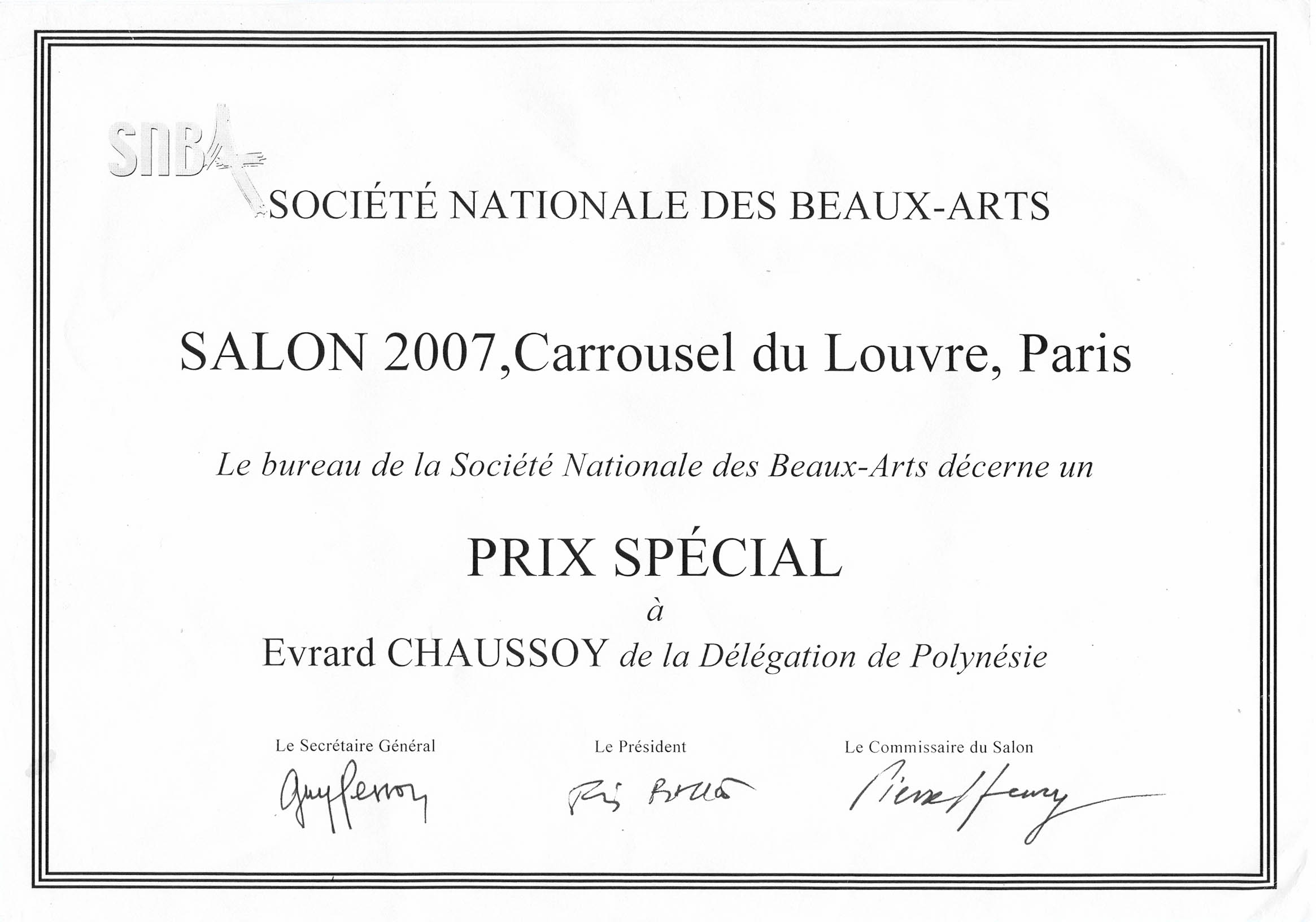
Prix spécial, salon 2007, Société Nationale des Beaux-Arts, Carrousel du Louvre, Paris

- Prix spécial, salon 2007, Société Nationale des Beaux-Arts, Carrousel du Louvre, Paris